# Funeral Mourning
Funeral Mourning war eine 2005 gegründete und 2016 aufgelöste Depressive-Black-Metal- und Funeral-Doom-Band.

## Geschichte
Mitchell „Desolate“ Keepin von der Depressive-Black-Metal-Band Austere initiierte Funeral Mourning im November 2005 und unterhielt das Soloprojekt bis zum November 2016. Unter dem Bandnamen veröffentlichte Keepin im Jahr 2006 das Debüt Drown in Solitude über das chinesische Label GoatowaRex gefolgt von einer Split-EP mit dem belgischen Black-Metal-Projekt Kilte. Nach der Veröffentlichung pausierte Funeral Mourning bis zum Jahr 2015, in welchem Keepin ein Demo über das eigene Label Abyssic Commune veröffentlichte. Im Jahr der Auflösung und daran anschließend erschienen weitere Veröffentlichungen des Projektes die mitunter mehrmals neu aufgelegt wurden. Zu den Kooperationspartnern zählten Nihilward Productions, Nihilistische KlangKunst und GS Productions.
Das Projekt gilt gemeinsam mit Abyssmal Sorrow und Nortt als Teil eines „Despair’s Triumvirate“ und als eine der essentiellen Gruppen des Crossovers aus Depressive Black Metal und Funeral Doom. Klamerin Malamov nennt in einer zu einer Wiederveröffentlichung des Albums Drown in Solitude verfassten Rezension diese drei Gruppen die „heilige Dreifaltigkeit“ des Black Funeral Doom, die „je einen etwas anderen Ansatz verfolgten“ obschon Funeral Mourning und Abyssmal Sorrow ähnliche Eigenschaften besäßen und beide auf dem Werk Nortts aufbauen würden.

## Stil
In der Banddatenbank des Webzines Doom-Metal.com wird die Musik von Funeral Mourning als „Funeral Black Doom“ tituliert, der sich „in einem eiszeitlichen Tempo“ zöge, „nachdem er in Verzweiflung und Misanthropie versunken“ sei. Dabei wird die Musik mit jener von Abyssmal Sorrow und Nortt verglichen und als Crossovers aus Depressive Black Metal und Funeral Doom kategorisiert. Technisch „minimalistisch wie schön hoffnungslos“ und ohne Neuerung oder Überraschung im Genre liegt der Schwerpunkt der Musik auf der zu vermittelnden Atmosphäre. Als typisch „schleppend, düster und zäh“ wird die Musik für Metal.de beschrieben. Lyrik, Gestaltung und Musik seien gänzlich auf die Vermittlung einer leeren, suizidalen und depressiven Stimmung hin ausgerichtet.

„Ultra slow guitars accompanied by the ultra slow drumming and some torturous growls, creating an atmosphere full of despair. Most of the songs are quite repetitive and trance-like and it’s helped by the production which makes each instrument breathe and be easily recognizable.“

„Ultralangsame Gitarren begleitet von ultralangsamen Schlagzeugspiel und einigen gequälten Growls, schaffen eine Atmosphäre voller Verzweiflung. Die meisten Songs sind ziemlich repetitiv und, unterstützt von der Produktion die jedem Instrument Luft und Erkennbarkeit lässt, trance-artig.“

Von Gruppen wie Tyranny und Esoteric grenze sich das Projekt schon durch die anhaltend depressive Atmosphäre ab, von den Vergleichsgrößen Nortt und Abyssmal Sorrow hingegen durch Nuancen des Songwritings und der Instrumentierung. Derweil die Musik sich graduell im Verhältnis zu Nortt noch näher an den Depressive Black Metal lehne. Der Einsatz des Synthesizers begleite so „das Song-Gerüst in besonders dramatischen Momenten“, die insbesondere dann entstünden, „wenn mehrere Gitarrenspuren ein  […] von purer Elegie durchzogenes Klangbild und in weiterer Folge eine absolut hoffnungslose Stimmung erzeugen.“
Das Gitarrenspiel sei karg bestehend aus Tremolo-Riffs, einfachen Powerchords und „atemberaubenden, hochfliegenden Leads“.

## Diskografie
- 2006: Drown in Solitude (Album, GoatowaRex)
- 2007: Emission Through Self Infliction (Split-EP mit Kilte, GoatowaRex)
- 2015: Descent - MMXV (Demo, Abyssic Commune)
- 2016: Pallid Coffin Spirit (Demo, Abyssic Commune)
- 2016: Inertia of Dissonance (A Sermon in Finality) (Album, Nihilward Productions)
- 2017: Left Seething Yet Unspoken & Veneration of Broken Worlds (EP, Nihilistische KlangKunst)
- 2021: Descent - Left Seething (Kompilation, GS Productions)